# Aldhelm
Aldhelm (auch Ealdhelm, Ældhelm, Adelelmus, Althelmus, Adelme) ist ein angelsächsischer männlicher Vorname. Der Name ist aus den Elementen Eald-/Ald- (=„alt, erfahren“) und -helm (=„Schutz, Verteidigung, Schützer, Herr“) zusammengesetzt.

## Bedeutende Namensträger
- Aldhelm von Sherborne, (* um 639 in Wessex; † 25. Mai 709/710) erster Abt in Malmesbury, Bischof von Sherborne